# Aerocondor Colombia
Aerocondor Colombia (acrónimo de Aerovías Cóndor de Colombia) fue una aerolínea colombiana con base en el Aeropuerto Internacional Ernesto Cortissoz de la ciudad de Barranquilla fundada el 3 de febrero de 1955 por seis pilotos, estos eran los capitanes Gustavo López, Juan B. Millón, Eduardo González, Luis Donado, Julio Flores y Enrique Hanabergh.

## Historia
La aerolínea obtuvo su primer avión, un Curtiss C-46 con matrícula HK-400, en abril de 1955 que realizó vuelos no regulares entre Cartagena de Indias y Cravo Norte. Luego la aerolínea adquirió su segundo C-46 que fue utilizado para carga. 
Una vez, estudiantes viajaron en un avión de carga de la empresa, los cuales fueron realmente los primeros pasajeros de la aerolínea y estos se hicieron más frecuentes. La Aeronáutica Civil autorizó el transporte de carga y pasajeros, y se colocaron asientos en las aeronaves de la aerolínea. 
En junio de 1963 se iniciaron vuelos de carga a Miami desde Barranquilla, con el fin de aumentar la demanda de transporte de exportaciones hacia Estados Unidos, y en este mismo año se adquirieron dos aviones Douglas DC-4. Después, la empresa fue a Curazao para establecer negociaciones con la holandesa KLM para reparación de sus Douglas DC-6. Varios técnicos de Aerocóndor viajaron a las Antillas Neerlandesas para complementar sus conocimientos, KLM deseaba suscribir un convenio para transportar pasajeros desde Colombia hasta Curazao y utilizar enlaces en las Antillas para transportarlos hacia el Caribe y Europa.
Así siguió la compra de aeronaves DC-3, DC-6, L-188, Cessna T-50 y Cessna 180. La aerolínea se interesó en adquirir aviones BAC 1-11, pero tras varios vuelos de demostración, decidió cancelar el pedido. En 1972 se adquirió la primera aeronave Boeing 720B con la cual se reemplazó el logo de la compañía y en 1974 se alquiló un CL-44 para carga, y se ordenó la compra de tres Boeing 707, con los cuales se inició la Clase Cóndor, que otorgaba a los pasajeros música y películas.
La empresa comenzó contratos para adquirir una aeronave Airbus A300, que llegó a Barranquilla en 1977. Sin embargo, la empresa entró en crisis financiera debido al atraso de cuatro mensualidades por el A300, lo cual obligó a la empresa a devolver el avión a Airbus. En 1979 el nuevo presidente de la aerolínea logró superar la crisis y recuperar la aeronave de fuselaje ancho. Pero el estado financiero no mejoró, sino que decayó y la empresa se vio de nuevo en crisis. El 24 de abril de 1980 se ordenó la liquidación de la empresa y la crisis financiera marcó fin a Aerocóndor el 16 de junio del año 1985. Con los años varios de los pensionados de la extinta aerolínea han protestado un sinfín de veces, exigiendo los pagos de pensiones, atrasados desde la liquidación de la empresa. Ellos han advertido que de no cumplir con esta exigencia, amenazan con hacer un suicidio colectivo.

## Antiguos destinos
La aerolínea operaba a 21 destinos nacionales y a 7 destinos internacionales.
| Países               | Aeropuertos         | Destinos                                        |
| -------------------- | ------------------- | ----------------------------------------------- |
| Aruba                | Oranjestad          | Aeropuerto Internacional Reina Beatrix          |
| Curazao              | Willemstad          | Aeropuerto Internacional Hato                   |
| Colombia             | Barranquilla        | Aeropuerto Internacional Ernesto Cortissoz      |
| Colombia             | Barrancabermeja     | Aeropuerto Yariguíes                            |
| Colombia             | Bogotá              | Aeropuerto Internacional El Dorado              |
| Colombia             | Cali                | Aeropuerto Internacional Alfonso Bonilla Aragón |
| Colombia             | Cartagena de Indias | Aeropuerto Internacional Rafael Núñez           |
| Colombia             | Cimitarra           | Aeropuerto de Cimitarra                         |
| Colombia             | Cúcuta              | Aeropuerto Internacional Camilo Daza            |
| Colombia             | Ibagué              | Aeropuerto Perales                              |
| Colombia             | Maicao              | Aeropuerto Jorge Isaacs                         |
| Colombia             | Mariquita           | Aeropuerto de Mariquita                         |
| Colombia             | Medellín            | Aeropuerto Olaya Herrera                        |
| Colombia             | Neiva               | Aeropuerto Benito Salas                         |
| Colombia             | Pereira             | Aeropuerto Internacional Matecaña               |
| Colombia             | Riohacha            | Aeropuerto Almirante Padilla                    |
| Colombia             | San Andrés          | Aeropuerto Internacional Gustavo Rojas Pinilla  |
| Colombia             | Santa Marta         | Aeropuerto Internacional Simón Bolívar          |
| Colombia             | Tibú                | Aeropuerto de Tibú                              |
| Colombia             | Tolú                | Aeropuerto Golfo de Morrosquillo                |
| Colombia             | Turbo               | Aeropuerto Gonzalo Mejía                        |
| Colombia             | Valledupar          | Aeropuerto Alfonso López Pumarejo               |
| Colombia             | Velázquez           | Aeropuerto de Velázquez                         |
| Estados Unidos       | Miami               | Aeropuerto Internacional de Miami               |
| Guatemala            | Ciudad de Guatemala | Aeropuerto Internacional La Aurora              |
| Haití                | Puerto Príncipe     | Aeropuerto Internacional Toussaint Louverture   |
| Panamá               | Ciudad de Panamá    | Aeropuerto Internacional de Tocumen             |
| República Dominicana | Santo Domingo       | Aeropuerto Internacional Las Américas           |

## Flota histórica
Durante su existencia, Aerocondor operó las siguientes aeronaves:
| Aeronaves                 | Total | Introducido | Retirado | Matrículas                                                  |
| ------------------------- | ----- | ----------- | -------- | ----------------------------------------------------------- |
| Airbus A300               | 1     | 1977        | 1979     | HK-2057                                                     |
| Boeing 707                | 2     | 1976        | 1980     | HK-1942 y N791TW                                            |
| Boeing 720                | 2     | 1972        | 1980     | N587A (rrg. HK-1973) y HK-1974                              |
| Canadair CL-44            | 1     | 1974        | 1975     | HK-1972                                                     |
| Curtiss C-46 Commando     | 7     | 1955        | 1979     | HK-751, HK-400, HK-75, HK-851, HK-852, HK-400 y HK-758      |
| Douglas DC-4              | 3     | 1964        | 1969     | HK-757, HK-755X y HK-753                                    |
| Douglas DC-6              | 3     | 1963        | 1971     | HK-754, HK-752 y HK-756                                     |
| Lockheed L-188 Electra    | 7     | 1969        | 1979     | HK-1416, HK-775, HK-1845, HK-1415, HK-774, HK-1976 y HK-777 |
| Lockheed L-1649 Starliner | 1     | 1961        | 1966     | N7301C                                                      |